# Mazzarrà Sant’Andrea
Mazzarrà Sant’Andrea – miejscowość i gmina we Włoszech, w regionie Sycylia, w prowincji Mesyna.
Według danych na rok 2004 gminę zamieszkiwało 1755 osób, 292,5 os./km².